# Triforce (The Legend of Zelda)
Pour les articles homonymes, voir Triforce.
 (octobre 2019).
Si vous disposez d'ouvrages ou d'articles de référence ou si vous connaissez des sites web de qualité traitant du thème abordé ici, merci de compléter l'article en donnant les références utiles à sa vérifiabilité et en les liant à la section « Notes et références ».
Dans la série de jeux vidéo The Legend of Zelda, la Triforce (トライフォース, Toraifōsu), également appelée la puissance des dieux (神の力, Kami no chikara) ou le triangle d’or (黄金の大三角, Kogane no ōsankaku), est une relique représentant le symbole des trois déesses d’or d’Hyrule : la déesse de la force, celle de la sagesse et la dernière du courage.

## Contexte
Bien que la Triforce soit désormais associée à la série The Legend of Zelda, un symbole identique existait déjà il y a près de 1 000 ans, au Japon médiéval. Ce symbole appartenait au clan Hōjō, une famille qui contrôlait le Japon au XIIIe siècle. Son emblème (mon) était le Mitsu Uroko, qu'on peut traduire par « trois écailles de poisson ». Le symbole apparait aussi fréquemment dans le Japon contemporain : on le retrouve sur les logos d'entreprises ou encore les temples et les monuments commémoratifs. Depuis la sortie du jeu vidéo The Legend of Zelda en 1986, la Triforce est devenue une icône reconnaissable de cette série, apparaissant dans chaque jeu sous une forme ou une autre, en particulier dans les armoiries du royaume d'Hyrule,.

## Création du concept
Shigeru Miyamoto, créateur de la série, a expliqué ce qu'il avait imaginé pour le premier jeu dans un entretien avec le site Gamekult. Selon lui, à l'origine, les fragments de la Triforce étaient censés être des puces électroniques, car le jeu se déroulait à la fois dans le passé et dans le futur. Ce premier concept futuriste a été abandonné et remplacé par un univers d'heroic fantasy. Dans ce jeu, la Triforce était simplement décrite comme des triangles magiques dotés d'un grand pouvoir ; elle était présentée comme un objet à rechercher et se trouvait au cœur de l'intrigue, liant les trois personnages. Initialement constituée de deux pièces, la troisième, la Triforce du courage, a été introduite dans Zelda II : The Adventure Of Link.

## Présentation

### Légende
La légende raconte que celui qui touchera la Triforce réunie pourra réaliser tous ses désirs. Si son cœur est bon, Hyrule vivra l’âge d’or. Si son cœur est mauvais, les ténèbres recouvriront le monde. Dans le cas où la personne n'a pas l'équilibre entre les trois forces constituant la Triforce, à savoir la force, la sagesse et le courage, elle se divisera en lui laissant le fragment lui correspondant le mieux. À l’origine, la Triforce était enfermée dans le temple du Temps, mais lorsque Link ouvrit la porte, Ganon s’en empara, la divisa en trois fragments et reçut celui de la Force. C’est pour cette raison que Ganon cherche à capturer Link et Zelda qui eux ont reçu respectivement le fragment du Courage et celui de la Sagesse. Dans The Wind Waker, il est sur le point de faire exaucer son vœu mais l’ancien roi d’Hyrule (le Lion Rouge) l’en empêche.
La légende de la Triforce dit ceci :
« Avant le début des temps, avant que vie et esprit n'existent, trois déesses d'or et de lumière descendirent sur l'amas chaotique qui allait devenir Hyrule. Din, déesse de la force. Nayru, déesse de la sagesse. Farore, déesse du courage. Din, de ses bras enflammés, sculpta le sol et créa la terre rouge. Nayru, elle, inonda de sa sagesse la terre et apporta ordre et loi sur ce monde. Farore, de son âme infinie, donna vie aux êtres issus de l'ordre et de la loi. Les trois déesses, leur œuvre accomplie, s'en retournèrent vers les cieux. Leur départ fit alors apparaître trois triangles d'or, seuls vestiges de leur pouvoir. Depuis, les triangles sacrés symbolisent l'essence de notre création. Et depuis ce jour, le Saint Royaume est le berceau des triangles de justice. »
— Arbre Mojo, The Legend of Zelda: Ocarina of Time
« Les trois déesses dissimulèrent la Triforce renfermant la puissance des dieux quelque part en Hyrule. Cette puissance permet d’exaucer un vœu émis par le détenteur de la Triforce. Si ce vœu est prononcé par un homme au cœur pur, Hyrule connaîtra l'âge d'or. Mais si le vœu est formulé par un homme mauvais, le monde sera englouti dans les flammes. Les sages anciens ont construit le temple du Temps pour tenir la Triforce à l'écart des forces obscures. »
— Princesse Zelda, The Legend of Zelda: Ocarina of Time
Il en est fait mention dans Twilight Princess.

### Description
La Triforce est un assemblage de trois triangles équilatéraux dorés (chacun étant également appelé Triforce, ce qui peut prêter à confusion), placés de manière à former un quatrième grand triangle, ou l'un des triangles. Chaque triangle représente les qualités élémentaires des guerriers : la force (ou le pouvoir), la sagesse et le courage. Ces trois pouvoirs et ces trois triangles rappellent chacun une des trois déesses fondatrices d’Hyrule (respectivement Din, Nayru et Farore). Les trois morceaux sont séparés et sont dans la plupart des opus de la saga détenus par trois personnages : Ganon pour la force, la Princesse Zelda pour la sagesse et Link, le héros du jeu, pour le courage.
Dans le premier jeu vidéo, The Legend of Zelda, n'étaient présents que deux éléments de la Triforce complète : la Triforce de la Sagesse et la Triforce de la Force. La Triforce du Courage est introduite, en tant qu'élément de Triforce caché, dans le deuxième opus, The Adventure of Link. La forme assemblée de la Triforce complète apparaît dans le troisième opus, A Link to the Past bien qu'elle soit également présente de façon symbolique à la fin du deuxième opus juste avant la fin du générique, peu avant le réveil de la princesse. La forme de triangle est constante dans le concept de Triforce, même si le visuel de l'assemblage en grand triangle des trois petits triangles n'est pas connu du joueur dans les premiers opus. La symbolique trinitaire est courante au-delà de la légende de Zelda. L'assemblage de la Triforce est notamment très proche d'un symbole ancien au Japon : le mon du clan Hōjō, qu'on retrouve notamment sur les temples et ailleurs dans l'ancienne capitale Kamakura, de la même manière que le symbole de la Triforce est présent dans les éléments de décor du royaume d'Hyrule dans la série de jeux vidéo.

### La déesse de la Force
Din (ディン, Din), déesse de la Force et du Feu, fait partie de la légende de la Triforce dans Ocarina of Time. Lors de la fondation d'Hyrule, elle cultive le sol pour créer la terre grâce à ses bras de flammes.
Également oracle des saisons et danseuse dans Oracle of Seasons. Sa couleur caractéristique est le rouge. Son pouvoir dans Ocarina of Time, le « Feu de Din », dégage un cercle de feu qui embrase les ennemis. Dans Skyward Sword, le nom de Din apparaît dans la province d’Ordinn. Ganon est le titulaire de la Triforce liée à Din, la Force.

### La déesse de la Sagesse
Nayru (ネール, Nēru), déesse de la Sagesse et de l’Eau (et il semblerait de l’amour), fait partie de la légende de la Triforce dans Ocarina of Time. Lors de la fondation d'Hyrule, elle donne au monde l'esprit de la loi.
Également oracle des âges et chanteuse dans Oracle of Ages. Sa couleur caractéristique est l'indigo. Son pouvoir dans Ocarina of Time, l’« Amour de Nayru », procure une protection contre les dommages. Dans Skyward Sword, son nom figure aussi dans la région de Lanelle (ラネール, Ranēru), et donc associé à la déesse. La princesse Zelda possède la Triforce de la sagesse.

### La déesse du Courage
Farore (フロル, Furoru), déesse du Courage et du Vent, fait partie de la légende de la Triforce dans Ocarina of Time. Lors de la fondation d'Hyrule, elle crée toutes les formes de vie pour le respect de la loi.
Également oracle des secrets dans Oracle of Ages / Seasons. Sa couleur caractéristique est le vert. Son pouvoir dans Ocarina of Time, le « Vent de Farore », permet de se téléporter d’un point à un autre uniquement à l’intérieur d’un donjon. Dans Skyward Sword, son nom figure aussi, bien qu’il soit moins évident à voir que celui des autres déesses. En effet, la région des forêts s’appelle Firone avec notamment le lac Faroria. Il y a là une petite déformation du nom de la déesse pour créer le nom d’une nouvelle région, qui est par ailleurs bien choisi à son élément. Link possède la Triforce du Courage, et est le héros du Vent dans The Wind Waker ce qui le lie à Farore, déesse du Courage et du Vent. Un jeu à son effigie pour la série des Oracles était prévu mais par souci de connexion entre les versions, celui-ci a été annulé.

## Dans les jeux
Lors de la possession d’un triangle, celui-ci intègre le corps et l’âme du porteur, et un signe représentant la Triforce apparaît sur le dos de la main, avec le triangle possédé en surbrillance.
Il est arrivé dans quelques jeux que l’un des triangles soit lui-même brisé en plusieurs morceaux (comme la quête principale de The Legend of Zelda, ainsi qu’une partie du scénario de The Wind Waker). Lors de la réunification, le triangle reconstruit ne présente aucune fissure ou autre signe indiquant qu’il a été brisé par le passé.